# Safety First
Safety First is een komische fictiereeks op de Vlaamse televisiezender VTM. De eerste aflevering werd uitgezonden op 30 oktober 2013. Eind november 2013 werd aangegeven dat er een tweede seizoen zou volgen. Het tweede seizoen ging op 29 oktober 2014 van start. In 2015 kwam de speelfilm Safety First: The Movie uit.

## Verhaal
De reeks gaat over de vier vrienden Luc, Dirk, Simon en Ingrid die nadat ze ontslagen zijn bij hun vorige werkgever een eigen veiligheidsbedrijfje hebben opgericht. De vier bewakingsagenten blinken allen uit in domheid en onbekwaamheid. Hun slogan is steevast: Discipline, dedication and friendship... maar Safety First!, waarna Simon vaak de slogan aanvult met Zeker Safety First.
Dirk is de leider van het bedrijf en krijgt hierbij hulp van zijn emotioneel aangetaste zus Ingrid. Daarnaast is er Luc, hij is getrouwd en lijkt de doorsnee man te zijn in het gezelschap, maar niets is minder waar. Als laatste is er Simon, die eerder bekend is onder zijn bijnaam "Smos". Hij is de jongste van de groep en ook de actiefste. Hij doet er alles aan om op een goed blaadje te komen bij zijn collega's. In het tweede seizoen woont Dirk terug bij zijn moeder. Verder bloeit er in het tweede seizoen een romance tussen Luc en Ingrid. Ze verwacht op het einde van dit seizoen een kind van Luc.
"Smos" werd een hype in heel Vlaanderen. Het succes werd bekroond met een film. Dit in het decor van Tomorrowland.

## Rolverdeling
| Acteur               | Personage        | Seizoen |
| -------------------- | ---------------- | ------- |
| Bruno Vanden Broecke | Dirk Porrez      | 1 & 2   |
| Ruth Beeckmans       | Ingrid Porrez    | 1 & 2   |
| Ben Segers           | Luc Turlinckx    | 1 & 2   |
| Matteo Simoni        | Simon "Smos" Vos | 1 & 2   |
| Sien Eggers          | Moeder Porrez    | 2       |

## Afleveringen

### Seizoen 1
| Afl. | Titel         | Datum van uitzending | Gastacteur(s)                                                                             | Kijkcijfers (live) |
| ---- | ------------- | -------------------- | ----------------------------------------------------------------------------------------- | ------------------ |
| 1    | Saturn        | 30 oktober 2013      | Jan Eelen                                                                                 | 556.457            |
| 2    | Bedrijfsevent | 6 november 2013      | Koen De Bouw                                                                              | 512.856            |
| 3    | Parkeergarage | 13 november 2013     | Greg Timmermans, Lindsay Bervoets                                                         | 469.719            |
| 4    | Haven         | 20 november 2013     | Tom Audenaert                                                                             | 589.882            |
| 5    | Museum        | 27 november 2013     | Filip Peeters, Stijn Van Opstal                                                           | 580.084            |
| 6    | Goeroe        | 4 december 2013      | Manou Kersting, Marie Vinck, Günther Lesage                                               | 510.123            |
| 7    | Beurs         | 11 december 2013     | Ann Tuts                                                                                  | 606.880            |
| 8    | Stuntman      | 18 december 2013     | Koen De Graeve, Tim Van Aelst, Kürt Rogiers Jill Peeters, Dany Verstraeten, Davy Brocatus | 665.742            |

### Seizoen 2
| Afl. | Titel         | Datum van uitzending | Gastacteur(s)                             | Kijkcijfers (live) |
| ---- | ------------- | -------------------- | ----------------------------------------- | ------------------ |
| 1    | Bobbejaanland | 29 oktober 2014      | An Miller, Luc Nuyens                     | 872.396            |
| 2    | Schoolrock    | 5 november 2014      | Regi Penxten, Erik Van Looy               | 734.074            |
| 3    | Bouwwerf      | 12 november 2014     | Koen De Graeve                            | 785.838            |
| 4    | Automarkt     | 19 november 2014     | Stefaan Degand                            | 814.210            |
| 5    | Cinema        | 26 november 2014     | Natali Broods                             | 703.772            |
| 6    | Multinational | 3 december 2014      | Marc Van Eeghem                           | 730.270            |
| 7    | Bowling       | 10 december 2014     | Steve Geerts                              | 763.063            |
| 8    | Ziekenhuis    | 17 december 2014     | Tine Reymer, Jurgen Delnaet, David Dermez | 833.181            |

### Film
| Afl. | Titel                   | Datum van uitzending | Gastacteur(s)                          | Kijkcijfers (live) |
| ---- | ----------------------- | -------------------- | -------------------------------------- | ------------------ |
| 1    | Safety First: The Movie | 9 september 2017     | Tom Van Dyck, Els Dottermans, Tom Waes | 510.815°           |

° Aantal kijkers bij de televisiepremière

## Film
Op 12 december 2015 ging de film Safety First: The Movie in avant-première. Daarin speelt Tom Van Dyck de vriend van Dirk Porrez.

## Trivia
- In de aflevering 'Stuntman' speelt regisseur Tim Van Aelst een gastrol als zichzelf op de filmset. Ook is hij kort te zien in de aflevering 'Bobbejaanland' als hij Kinderland uitwandelt en geslagen wordt door Ingrid. Daarnaast is er in die aflevering een wand met medewerkers te zien. Bij de foto van de chief executive officer staat de naam Tim Van Aelst. De foto zelf is overigens van acteur Luc Nuyens, die de rol voor zijn rekening nam.
- Erik Van Looy speelt een gastrol in de aflevering 'Schoolrock'. In een interview bekende hij zelf om een rol te hebben gevraagd, omdat hij zo'n grote fan van de serie was.[4]